# Giải nguyên
Giải nguyên (chữ Nho: 解元) là một học vị trong hệ thống khoa bảng Việt Nam. Danh từ "giải nguyên" được dùng để gọi người thí sinh đỗ cao nhất trong khoa thi Hương vốn là một khoa thi liên tỉnh. Theo thông lệ, thi Hương thường tổ chức 3 năm 1 lần tại một số trường thi trong nước. Thí sinh từ nhiều tỉnh tập hợp lại thi chung ở 1 trường. Số thi đậu khá hạn chế. Vào thời Hậu Lê ai đậu thì gọi là "cống sĩ"; người đậu với điểm cao nhất trong số cống sĩ gọi là giải nguyên.

## Một số danh nhân
- Nguyễn Quỳnh (1677–1748): đỗ Giải nguyên lúc 20 tuổi, làm quan Hàn lâm viện Tu soạn
- Phan Huy Cẩn (1722 – 1789): đỗ Giải nguyên lúc 26 tuổi, là Hội nguyên Tiến sĩ làm quan đến Công bộ Tả Thị lang
- Nguyễn Thiếp (1723 - 1804): hiệu La Sơn phu tử, Giải nguyên lúc 21 tuổi, là danh sĩ thời Lê-Trịnh và Tây Sơn
- Lê Quý Đôn (1726 - 1784): Giải nguyên lúc 18 tuổi[1] là Tam nguyên Bảng nhãn, danh sĩ, làm đến chức Bồi tụng.
- Vũ Trinh (1759 - 1828): Giải nguyên lúc 17 tuổi, thi Hội đậu Tam trường, là danh sĩ, luật gia làm quan đến Tham tri Chính sự, nhà soạn Chèo.
- Nguyễn Đề (1761-1805): Giải nguyên lúc 23 tuổi, thi Hội đậu Tam trường là đại quan thời Tây Sơn
- Nguyễn Công Trứ (1778 – 1858): Giải nguyên lúc 42 tuổi, là nhà quân sự, nhà kinh tế và nhà thơ trong lịch sử Việt Nam cận đại
- Bùi Hữu Nghĩa (1807 - 1872): Giải nguyên lúc 29 tuổi, nhà thơ, nhà soạn Tuồng
- Thủ khoa Huân (1830-1875): Giải nguyên lúc 22 tuổi, nhà yêu nước.
- Nguyễn Khuyến (1835-1909): Giải nguyên lúc 30 tuổi, là Tam nguyên Hoàng giáp, nhà thơ, nhà văn.
- Nguyễn Cao (1837 - 1887): Giải nguyên lúc 31 tuổi, là danh tướng thời Nguyễn, nhà thơ.
- Hồ Sĩ Tạo (1841-1907) Giải nguyên lúc 28 tuổi làm quan đến Huấn đạo huyện Nho Quan là người giúp đỡ cho Nguyễn Sinh Sắc trên đường cử nghiệp
- Phan Bội Châu (1867–1940): Giải nguyên lúc 24 tuổi, nhà cách mạng.